# 顾雪松
顾雪宋（1993年6月21日—），又作顾雪松，中国射箭運動員。他曾在亚洲运动会和世界射箭錦標賽上獲得獎牌。

## 生平
顾雪松來自上海市普陀区上海萬里城。他曾就讀於上海普陀区教育学院附属小学以及初中，高中毕业于上海市宜川中学。2004年9月，他入选普陀区少年体校射箭队。2006年9月，他被调到上海射击射箭中心二队。2010年進入上海射击射箭中心一队。2013年10月入选中國国家队。
在2014年亚洲运动会上，顾雪松所在的中國隊击败了马来西亚队，夺得男子射箭反曲弓团体金牌。這也是中国射箭隊首次在亚运会上奪得团体冠军。 
2023年2月，任安徽师范大学体育学院教师。
2023年10月3日，顾雪宋与邓琳琳在宁波结婚。